# ساتورو أونو
ساتورو أونو (باليابانية: 小野了؛ بالكانا: おの さとる) هو طيار ياباني، ولد في 1915 في أويتا في اليابان، وتوفي في 2001.